# Нью дейлі
The New Daily — австралійський новинний онлайн-щоденник зосереджений на політиці і бізнесі, запущений 13 листопада 2013 року колишнім редактором The Age і Herald Sun Bruce Guthrie. Основними інвесторами проекту є такі фонди, як AustralianSuper, Cbus та Industry Super Holdings. Штаб-квартира новинного вебсайту знаходиться в Мельбурні, Австралія. Новини з вебсайта доступні для австралійців безкоштовно.